# 174 (číslo)
Sto sedmdesát čtyři je přirozené číslo, které následuje po čísle sto sedmdedesát tři a předchází číslu sto sedmdesát pět. Římskými číslicemi se zapisuje CLXXIV.

## Chemie
- 174 je nukleonové číslo druhého nejběžnějšího izotopu ytterbia.[1]

## Matematika
- abundantní číslo
- nešťastné číslo
- nepříznivé číslo

## Doprava
- Silnice II/174 je česká silnice II. třídy vedoucí na trase Milín – Tochovice – Březnice – Bělčice – Lnáře – Velký Bor[2]

## Astronomie
- 174 Phaedra je planetka hlavního pásu.
- V834 Tauri (též Gliese 174) je proměnná hvězda v souhvězdí Býka.

## Roky
- 174
- 174 př. n. l.